# 13 km (rejon tośnieński)
13 km (ros. 13 км) – przystanek kolejowy w pobliżu miejscowości Nurma, w rejonie tośnieńskim, w obwodzie leningradzkim, w Rosji. Położony jest na linii Tosno - Szapki.